# Otoglossum weberbauerianum
Otoglossum weberbauerianum là một loài thực vật có hoa trong họ Lan. Loài này được (Kraenzl.) Garay & Dunst. mô tả khoa học đầu tiên năm 1976.